# 及己
及己（学名：Chloranthus serratus）是金粟兰科金粟兰属的植物。

## 形态
多年生草本，高约30厘米。椭圆形或卵状披针形的叶子对生，4～6片，生于枝梢，边缘有圆锯齿。初夏开花，成顶生、细长的穗状花序，无花被。

## 分布
分布在日本以及中国大陆的广东、浙江、湖北、广西、四川、江西、安徽、湖南、福建、江苏等地，生长于海拔280米至1,800米的地区，一般生长在山地林下湿润处以及山谷溪边草丛中，目前尚未由人工引种栽培。

## 别名
獐耳细辛、四叶细辛、四大王、四大金（福建） 四叶箭、四大天王（湖南） 四大金刚（广西） 四叶对、四块瓦

## 异名
- Chloranthus monostachys R. Br.

## 延伸阅读
[在维基数据编辑]
 《欽定古今圖書集成·博物彙編·草木典·及己部》，出自陈梦雷《古今圖書集成》